# Münster (Familienname)
Münster ist ein deutscher Familienname.

## Herkunft und Bedeutung
Münster ist ein Wohnstättenname (für jemanden, der an einem Münster wohnt) bzw. ein Herkunftsname zum Siedlungsnamen Münster.

## Namensträger
- Addi Münster (Komiker) (eigentlich Albert Münster; 1902–1990), deutscher Schauspieler und Humorist
- Addi Münster (Musiker) (eigentlich Jost Münster; * 1935), deutscher Musiker und Fußballfunktionär
- Alexander zu Münster (1858–1922), deutscher Gutsherr und Politiker
- Arno Münster (Autor) (* 1942), deutscher Literatursoziologe und Philosoph
- Arno Münster (Politiker) (* 1956), deutscher Politiker (SPD)
- Arnold Münster (1912–1990), deutscher Chemiker und Hochschullehrer für Theoretisch-Physikalische Chemie
- Bernhard von Münster (1500–1557), Dompropst in Münster
- Clemens Münster (1906–1998), deutscher Schriftsteller, Journalist und Fernsehdirektor
- Ernst Friedrich Herbert zu Münster (1766–1839), deutscher Staatsmann
- Georg zu Münster (1776–1844), deutscher Paläontologe
- Georg Herbert zu Münster (1820–1902), deutscher Diplomat
- Georg Werner August Dietrich von Münster (1751–1801), deutscher Reichsgraf und Standesherr
- Gerda Münster, deutsche Tischtennisspielerin
- Gerhard Fischer-Münster (* 1952), deutscher Komponist
- Gernot Münster (* 1952), deutscher Physiker
- Gudrun Münster (* 1928), deutsche Dichterin und Schriftstellerin
- Gustav von Münster-Meinhövel (1782–1839), deutscher Generalmajor
- Hans Amandus Münster (1901–1963), deutscher Zeitungswissenschaftler, Autor und Publizist
- Harald Münster (* 1947), deutscher Fußballspieler
- Hartmut Münster (* 1944), deutscher Musiker, siehe Rainbows (Band)
- Heinrich von Münster (Domherr, † 1410) († 1410), Domherr in Münster
- Heinrich von Münster (Domherr, † 1555) († 1555), Domherr in Münster
- Helga Münster, deutsche Schauspielerin
- Hermann von Münster (Glasmaler) (um 1330–1392), deutscher Glasmaler
- Hermann von Münster (Domherr, † nach 1408) († nach 1408), Domherr in Münster
- Hermann von Münster (Domherr, † 1449) († 1449), Domherr in Münster
- Hubert Münster (1947–2022), deutscher Schauspieler
- Hugo Eberhard zu Münster-Meinhövel (1812–1880), deutscher General der Kavallerie
- Jakob Peter Münster (1775–1854), dänischer Bischof
- Jan Münster (* 1979), deutscher Eishockeytorwart
- Jana Münster (* 1998), deutsche Schauspielerin
- Jens Münster (* 1990), deutscher Politiker (CDU)
- Johann von Münster (1560–1632), deutscher reformierter Staatsmann
- Joseph Joachim Benedikt Münster (1694–1751), deutscher Komponist
- Jürgen Münster (1818–1875), deutscher Kaufmann
- Karl Philipp Joseph von Münster (1747–1809), deutscher Oberst
- Kim Münster (* 1982), deutsche Filmproduzentin und Regisseurin
- Klaus Münster (* 1935), deutscher Schauspieler und Synchronsprecher
- Leopold Münster (1920–1944), deutscher Luftwaffenoffizier
- Ludwig zu Münster (1774–1824), deutscher Gutsbesitzer, Offizier und Politiker
- Maria Paula Münster (1865–1952), deutsche Autorin
- Mia Münster (1894–1970), deutsche Künstlerin
- Michael Münster (1901–1986), deutscher Politiker (NSDAP)
- Michael Graf Münster (* 1957), deutscher Theologe und Kirchenmusiker
- Oswald zu Münster (1917–2003), deutscher Fotograf
- Otto Georg zu Münster-Langelage (1825–1893), deutscher Politiker, MdR
- Pepp Münster, deutscher Fußballspieler
- Reinhard Münster (* 1955), deutscher Regisseur, Filmproduzent, Drehbuchautor und Darsteller
- Robert Münster (1928–2021), deutscher Musikwissenschaftler
- Rudolf von Münster (16. Jahrhundert), Domherr in Münster
- Sebastian Münster (1488–1552), deutscher Kosmograf und Humanist
- Sebastian Münster (Schauspieler) (* 1971), deutscher Schauspieler
- Sophia Münster (* 1998), deutsche Schauspielerin
- Steffen Münster (* 1964), deutscher Schauspieler
- Wladimir Ernst zu Münster (1886–1954), deutscher Offizier und Gutsherr